# Karol Czysz
Karol Czysz – polski lekkoatleta, specjalizujący się w biegach sprinterskich.

## Osiągnięcia
- Mistrzostwa Polski seniorów w lekkoatletyce
  - Poznań 1929 – srebrny medal w biegu na 100 m
  - Królewska Huta 1931 – brązowy medal w biegu na 100 m
  - Warszawa 1932 – srebrny medal w biegu na 100 m